# Ариизация
Ариизацията (на немски: Arisierung) е кампания на националсоциалистическото правителство на Германия за изолиране на т.нар. „неарийци“ (главно евреи) от стопанския живот на Нацистка Германия и контролираните от нея територии. Процесът започва в края на 30-те години с ограничения в извършването на търговска дейност от евреи, продължава с национализация на тяхно имущество и завършва с Холокоста, когато са конфискувани и личните им вещи.